# كمال بلاطة
كمال بُلّاطة فنان تشكيلي فلسطيني (مواليد القدس عام 1942-2019). درس في مدرسة الفرير ثم في مدرسة المطران في القدس. تعلم الرسم والتصوير في مرسم خليل حلبي، الفنان الأيقوني المقدسي، في حي باب الخليل في القدس. رسم بورتريهات وحارات وعمران القدس في مرحلته الأولى. صحيح أنّ كمال بلاّطة اشتهر بالحروفية التشكيلية لاحقاً، إلاّ أنه شوهد له صوراً للوحات انطباعية، تعبيرية له، نشرتها مجلة الأفق الجديد الأدبية عام 1961 في القدس، ثمّ لاحقاً أصبح يقدّس المربّع إلى درجة الأسطرة.
درس في أكاديمية الفنون الجميلة – روما (1960– 1965). تابع دراساته لاحقاً في واشنطن (1968–1971) في كلية كوركوران لمتحف الفنون الجميلة. عاش في الولايات المتحدة وفرنسا والمغرب؛ وعمل في لبنان في مركز التخطيط الفلسطيني.
حصل على منحة تفرغ لدراسة الفن الإسلامي بالمغرب من مؤسسة فولبرايت (1993 و1994). أقام عدة معارض شخصية في القدس وعمّان وأبو ظبي والمنامة وبغداد والرباط وباريس وموسكو وأوسلو وطوكيو ولندن وأمستردام ، كذلك في المتحف الوطني الأمريكي بواشنطن، وفي متحف كوبريونيون بنيويورك عام 1988. واشتهر برسم بعض أغلفة مجلاّت «مواقف» اللبنانية و«شـؤون فلسطينية» في بيروت.
ألّف عدة كتب عن الفن الفلسطيني منها «استحضار المكان – دراسة في الفن التشكيلي الفلسطيني المعاصر» عام 2000، بتونس اشتمل على 300 صورة لأعمال فنية لفنانين فلسطينيين، بترشيح من وزارة الثقافة الفلسطينية، ودعم من المنظمة العربية للتربية والعلوم والثقافة التابعة للجامعة العربية، حيث تفرّغ ثلاث سنوات لإنجازه. وهو الكتاب الرابع عن الفن التشكيلي الفلسطيني، بعد كُتب «المناصرة» (1975) و«شمّوط» (1989) و«محظيّة» (1997).
حفظت أعماله في المتحف البريطاني في لندن؛ المتحف الإسلامي في قصر الحمراء في غرناطة؛ معهد العالم العربي في باريس؛ مكتبة نيويورك العامة؛ مكتبة لوي نوتاري في موناكو؛ متحف زيمرلي للفنون.
توفي في برلين في 6 آب أغسطس 2019. ووري جثمانه في جبل صهيون.